# Цзиньтан
Цзиньта́н (кит. упр. 金堂, пиньинь Jīntáng) — уезд города субпровинциального значения Чэнду провинции Сычуань (КНР). Уезд назван в честь горы Цзиньтаншань.

## История
Уезд был образован при империи Тан в 671 году.
В 1950 году был образован Специальный район Мяньян (绵阳专区), и уезд вошёл в его состав. В 1952 году уезд Цзиньтан был передан в состав Специального района Вэньцзян (温江专区). В 1970 году Специальный район Вэньцзян был переименован в Округ Вэньцзян (温江地区). В 1976 году уезд Цзиньтан перешёл под юрисдикцию Чэнду.

## Административное деление
Уезд Цзиньтан делится на 1 уличный комитет, 18 посёлков и 2 волости.

## Экономика
В Цзиньтане расположен завод солнечных панелей компании Tongwei Solar.